# × Howeara
× Howeara viết tắt trong thương mại là Hwra. là một chi lan lai giữa các chi Leochilus, Oncidium and Rodriguezia (Lchs. x Onc. x Rdza.).
The most known hybrids are:
- Hwra. Mini-Primi = Rodricidium Primi x Leochilus oncidioides
- Hwra. Lava Burst = Hwra. Mini-Primi x Rodriguezia secunda
- Zka. Mary Eliza = Hwra. Mini-Primi x Zelenkoa onusta

## Hình ảnh

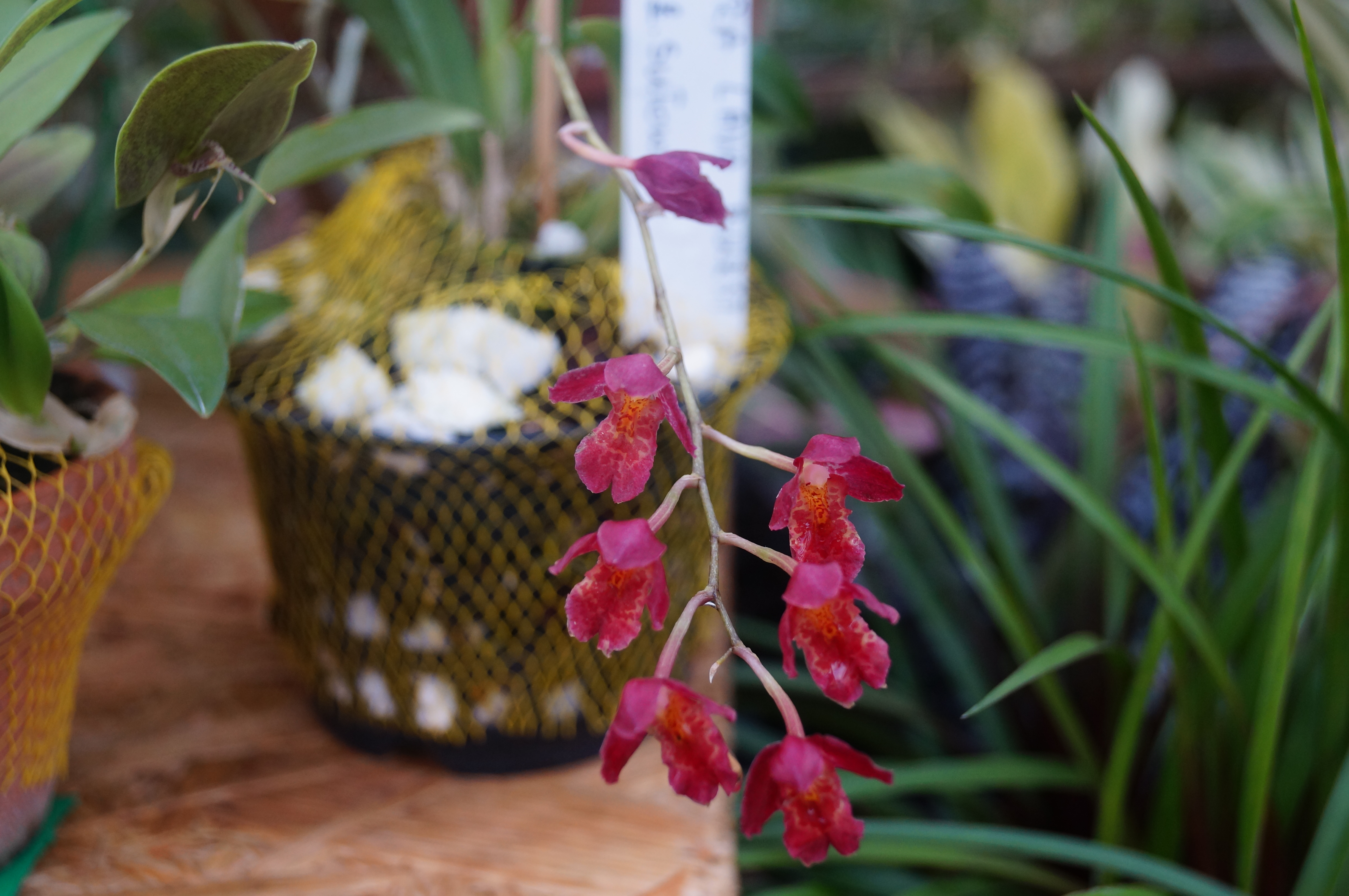
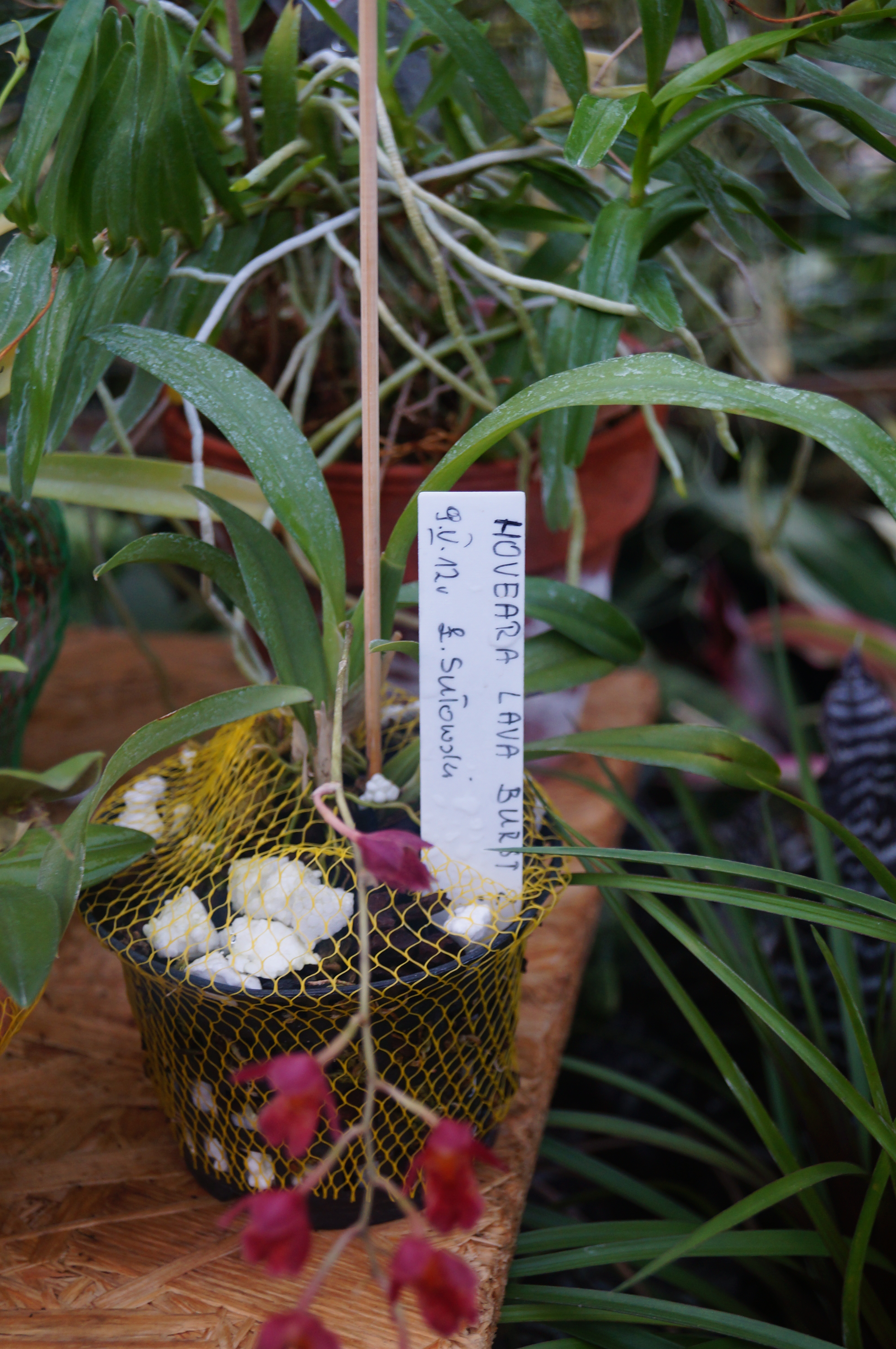
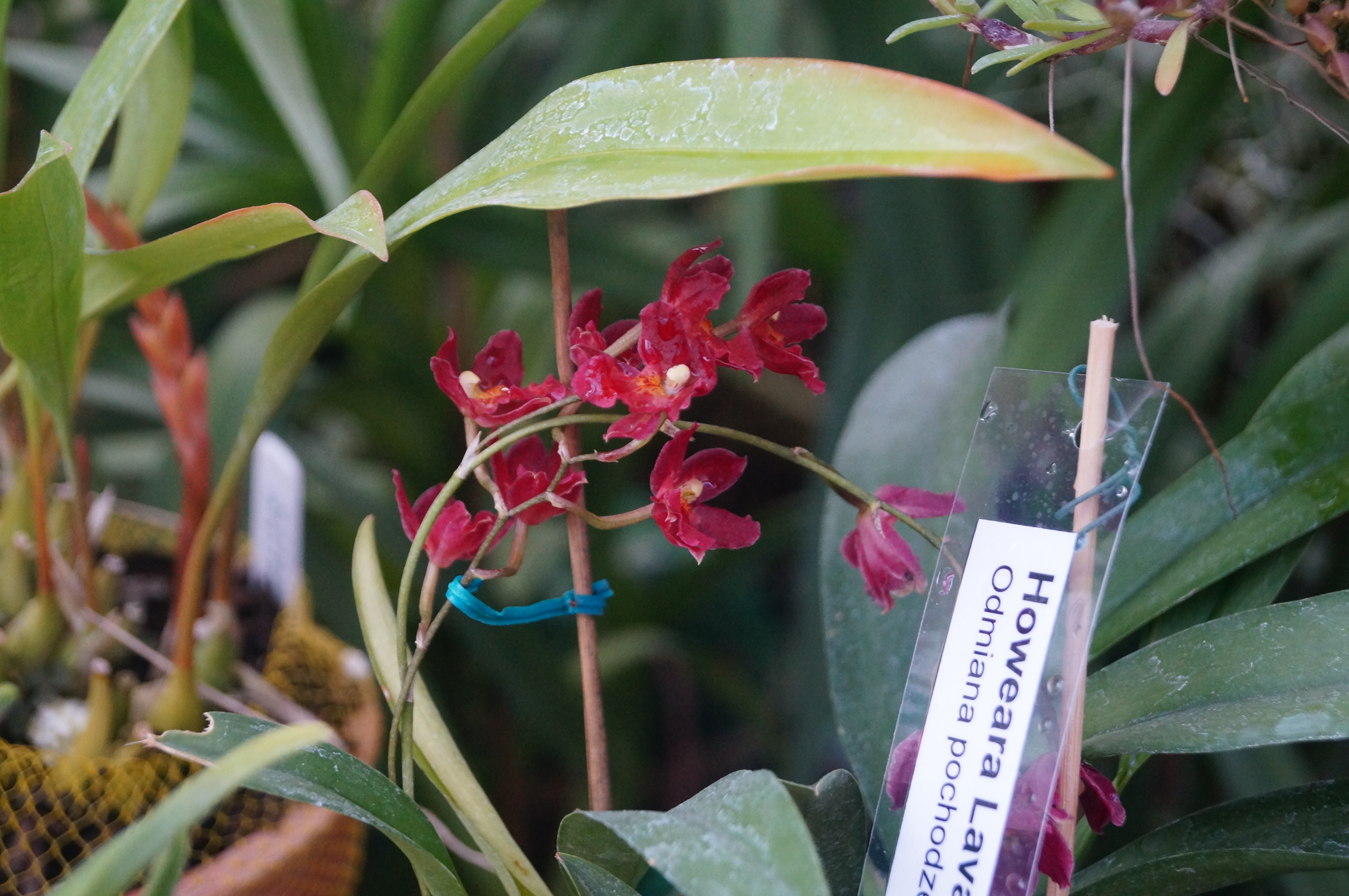
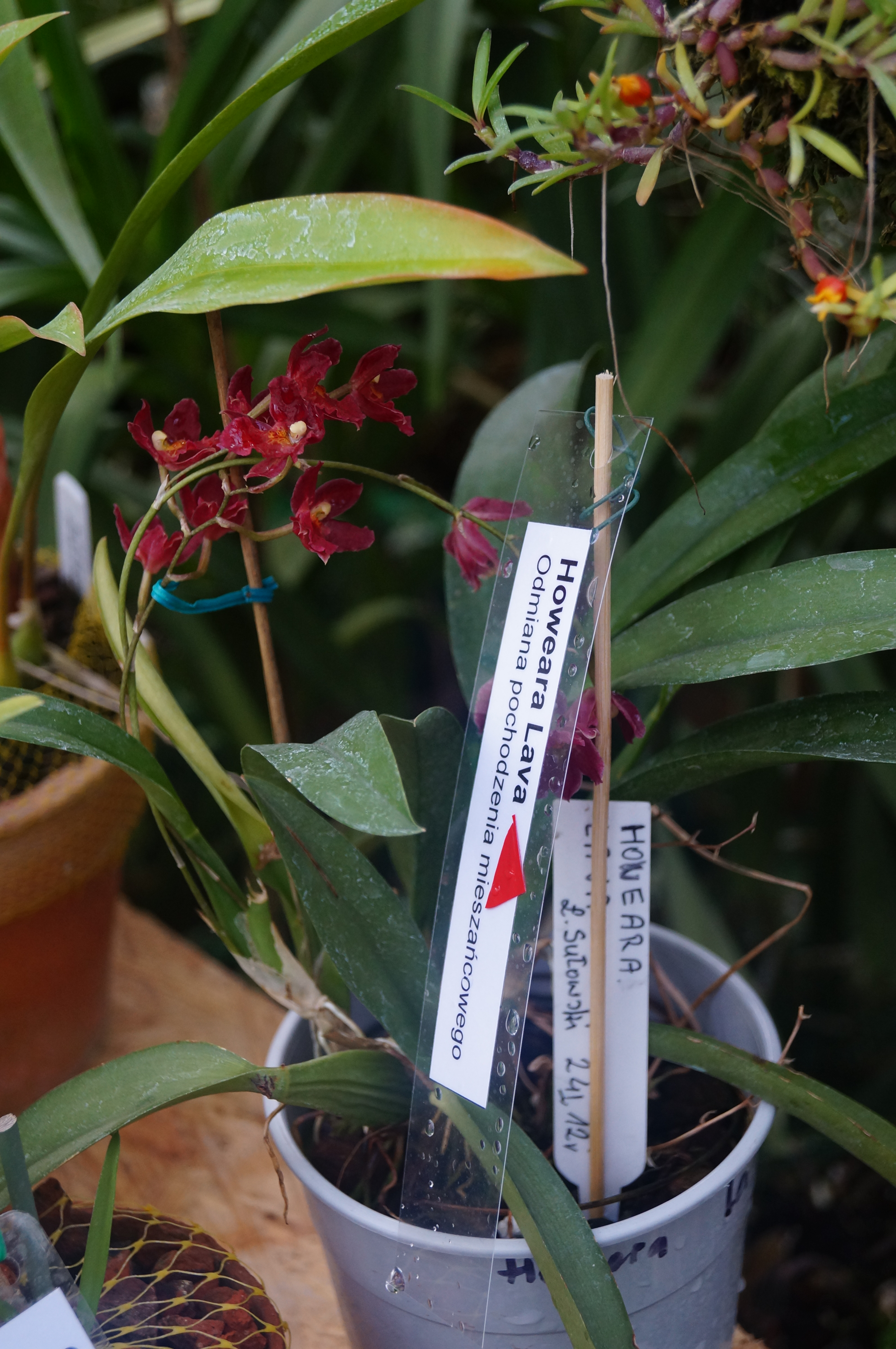